# متحدث الفيديو الافتراضي
إن متحدث الفيديو الافتراضي (video spokesperson) المعروف أيضًا باسم ممثل موقع الويب هو نوع من فيديو الإنترنت لأشخاص يتحدثون يتم تركيبه فوق محتوى مواقع الويب. ويستخدم هذا الفيديو في الترحيب بالزوار عبر الإنترنت وفي إرسال الرسائل وفي إنشاء تجربة تواصل تحاكي التواصل الإنساني بصورة أكبر مما تحقق القوالب النصية عبر الإنترنت أو الرسومات أو محتوى الفيديو القياسي.
باستخدام شفافية ألفا في وعاء فيديو فلاش فيديو (FLV)، يبدو الفيديو بلا حدود. وباستخدام أساليب مختلفة، يمكن أن يكون لمتحدثي الفيديو الافتراضيين عدد مطلق من التوجيه الثابت. حيث تتميز بالقدرة على التراكب فوق محتوى موقع الويب الحالي دون إعاقة عرض المحتوى مثلما يفعل الفيديو ذو الإطار المستطيل التقليدي. وهذا يسمح بإضافتهم إلى موقع الويب دون تغيير التصميم لتوفير مساحة لهم. ولقد نمت شهرة متحدث الفيديو الافتراضي بصورة كبيرة نتيجة شيوع استخدام فلاش فيديو وكونه في متناول الجميع ونظرًا لسهولة تثبيته في معظم مواقع الويب.
ورغم أن صيغة فلاش فيديو (FLV) قد بدأ استخدامها عام 2003, فلقد بدأ الإصدار الثامن من فلاش في دعم شفافية ألفا عام 2005, الأمر الذي يسمح لك بترميز الفيديو مع إزالة الخلفية بحيث يمكنك تركيب موضوع الفيديو على موقع الويب أو كائن فلاش آخر. لا يوجد حاليًا صيغة فيديو HTML 5 تسمح باستخدام متحدث الفيديو الافتراضي مع طبقة شفافية ألفا. وترتبط عبارة متحدث الفيديو الافتراضي أيضًا بعبارة ممثل موقع الويب التي هي مثلها مثل الفيديو وتستخدم التقنية نفسها. ولقد مرت تسمية هذه التقنية بمسيرة شائكة، حيث يتغير الاسم من شهر إلى آخر. ومن تلك الأسماء ممثل موقع الويب والممثل المباشر ومتحدث موقع الويب الافتراضي ومتحدث الفيديو الافتراضي.